# Église Notre-Dame du Raincy
Pour les articles homonymes, voir Église Notre-Dame et Notre-Dame.
L'église Notre-Dame du Raincy, appelée aussi Notre-Dame-de-la-Consolation est une église moderne construite en 1922-1923 par les architectes français Auguste et Gustave Perret, sur le territoire de la commune du Raincy, dans le département de la Seine-Saint-Denis, près de Paris. Située avenue de la Résistance, elle fait partie de la paroisse catholique du Raincy et du diocèse de Saint-Denis. Elle est considérée comme un monument emblématique de l'architecture moderne, et doit sa célébrité au fait qu'il s'agit de la première église construite en béton armé en France. À ce titre, elle a été classée comme monument historique par un arrêté du 29 juin 1966. On la surnomme parfois la « Sainte-Chapelle du béton armé ». 
L’église d'inspiration gothique adopte un programme basilical à clocher-porche assez traditionnel, mais l’audace structurelle des voiles minces de la nef et des bas-côtés, l’emploi systématique du béton apparent jusqu'alors inédit dans ce type d'architecture, et le processus constructif retenu, fondé sur une standardisation poussée de la production d’éléments modulaires et de leur assemblage, en font un édifice très novateur.

## Histoire
Au début du XXe siècle, Le Raincy, dont la population de 10 000 habitants a plus que doublé en quarante ans, est une paroisse de banlieue dont l'église St-Louis est trop petite. La loi de 1905 sur la séparation des Églises et de l'État qui abroge le cadre concordataire a fait que le choix des architectes est revenu aux diocèses commanditaires.
C'est dans ce contexte que l'abbé Félix Nègre, qui est curé doyen du Raincy depuis 1918, veut faire construire une nouvelle église dédiée à la Vierge dans laquelle serait commémorée la victoire de l'Ourcq (entre le 1er et le 5 septembre 1914) et en hommage à la ville d'où était partie en septembre 1914 une des colonnes des taxis de la Marne. Ainsi l’église devrait recevoir le vocable de Notre-Dame-de-la-Consolation dont l’iconographie des verrières illustrerait  la dévotion. Plusieurs architectes ont déjà projeté en 1916 une église dans le cadre d'un concours organisé par la Société de Saint-Jean.

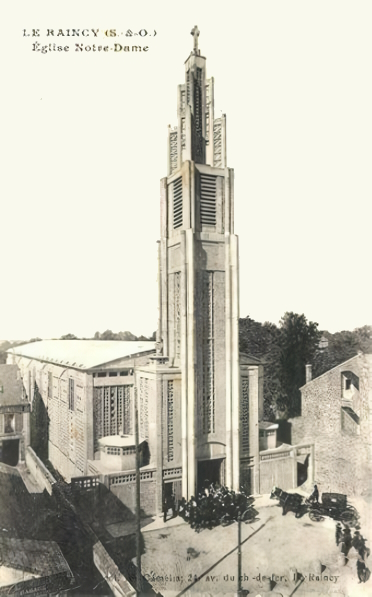
L'église sur une carte postale ancienne.

En 1922, et malgré quelques dons généreux, la somme réunie de trois cent trente mille francs était encore dérisoire. Victor Nègre, le curé de Meudon-Bellevue, frère cadet de Félix Nègre, avait parmi ses paroissiens Gabriel Thomas, financier de la construction du Théâtre des Champs-Élysées. C'est par ce biais qu'il entra en contact avec les frères Perret, Antoine Bourdelle et Maurice Denis. Auguste Perret, architecte athée et fils de communard, rêve de construire une église. Avec ses frères, Gustave également architecte et Claude l'entrepreneur, il accepte de relever le double défi d'une construction rapide avec un budget limité. C'est son devis de 300 000 francs qui paraît avoir décidé la paroisse à leur confier le chantier de leur église, alors que le devis le plus économique qui lui avait été présenté jusque-là était de 1 800 000 francs. Le choix du béton, matériau ingrat, fait cependant craindre aux paroissiens du Raincy que leur église ne fasse « hangar ».
La première pierre a été posée le 30 avril 1922 (les travaux ne commenceront réellement qu'au mois de juin). Les travaux ont été menés très rapidement, puisque l'église a été inaugurée et consacrée quatorze mois plus tard, le 17 juin 1923 par Monseigneur Gibier, évêque de Versailles.
Cette église est une des stations du pèlerinage de Notre-Dame-des-Anges.

### Restauration
Auguste Perret avait foi dans le béton, pourtant quarante ans plus tard cette matière réputée indestructible se désagrégea. Dès les années 1960, des altérations furent constatées.
La restauration d'édifices en béton était une question nouvelle : il fallait comprendre les causes des dégradations qui pouvaient venir de l'environnement (climat, sols), de la structure du bâtiment ou encore du matériau lui-même (dont le vieillissement reste encore de nos jours mal connu). Le béton employé au début des années 1920 était encore expérimental, et les contraintes économiques du chantier de Notre-Dame du Raincy ont pu avoir des conséquences sur la qualité du béton et de sa mise en œuvre.
Des études menées depuis 1975, il ressort que la construction a pâti de la rapidité et de l'économie de la réalisation : le béton contenait trop d'eau de gâchage et de chaux et présentait une texture hétérogène (principalement constatée au niveau des reprises de coulage) ; les armatures étaient trop faiblement enrobées.
La restauration de Notre-Dame du Raincy s'est déroulée en plusieurs campagnes de travaux :
ToituresLa reprise des toitures, effectuée entre 1988 et 1989, a montré la bonne tenue des voûtes. L'étanchéité a été refaite et les problèmes de variations de température entre les voûtes intérieures et la coque extérieure ont été résolus par une isolation.
ClocherLa restauration du clocher, en 1991, fut plus problématique. En effet, l'aspect du béton variait selon les faces du clocher en fonction de leur exposition aux intempéries et aux vents dominants. Chaque reprise a donc été traitée au cas par cas. Un nouveau projet de restauration a été lancé fin 2017, compte tenu des dégradations observées. Il s'étagera sur plusieurs années. Un site internet a été ouvert pour suivre et soutenir ce projet (voir liens externes en fin de fiche).
FaçadesLes façades ont été restaurées en trois campagnes successives entre 1992 et 1996. Les claustras de la façade sud furent remplacés en totalité, les claustras neufs furent fabriqués sur le chantier en béton de résine avec des armatures inoxydables. Dans la travée des fonts baptismaux, à droite du clocher, l'état des claustras d'origine a permis d'en conserver plusieurs bandes, et donc de laisser en place des éléments originaux et les vitraux correspondants avec leur montage d'origine. Pendant ces campagnes de travaux, les vitraux ont été déposés et restaurés par un maître-verrier : leur état était excellent, seul le réseau de plomb a dû être changé.
En 2017, l'église a accueilli le tournage du film Robin des Bois. Les recettes de la location ont contribué à la restauration du clocher.
Cette église centenaire a bénéficié de longs travaux de réfection de son clocher et de restauration de son vitrail sud. L'Œuvre des Chantiers du Cardinal ont participé à hauteur de 100 000 € pour ce projet en 2023.

## Description

Les trois vaisseaux inondés de lumière.

C'est une réalisation marquante dans l'histoire de l'architecture, car pour la première fois des architectes ont conçu une église entièrement en béton armé, y compris le voûtement en voiles minces, et ont délibérément revendiqué ce choix, en laissant le matériau à l'état brut. 
L'étroitesse de la parcelle achetée à bas prix au cœur d'un lotissement déjà très dense, sur un terrain en pente, interdit à l'architecte le traditionnel plan cruciforme : Perret adopte un plan basilical sans transept de 56 m de long et 20 m de large. Alors qu'il envisageait un sol plat dans son avant-projet, selon les dispositions habituelles, il imagine finalement de suivre et de tirer profit de la déclivité naturelle du terrain, économisant ainsi terrassements et murs de soutènement. Traditionnellement, une église est orientée à l'est mais la façade principale de l'église du Raincy, dominée par la composition pyramidale du clocher, est occidentée pour qu'elle donne sur la rue principale.
La légèreté des colonnes élancées et la lumière des grandes verrières aux variations chromatiques subtiles enserrées dans des claustras définissent une esthétique nouvelle, empreinte d'un grand classicisme : le plan rectangulaire est divisé en trois vaisseaux (une nef centrale flanquée d'un collatéral de chaque côté), l'édifice adoptant ainsi une combinaison entre la formule du plan type d'une église-halle (vaisseaux de même hauteur) au plan basilical (collatéraux deux fois moins larges). Les collatéraux se prolongent au niveau du chœur par deux autels secondaires voués à saint Joseph et à saint François d'Assise. Quatre files de sept colonnes galbées et cannelées, de 11 m de haut sur 43 cm de diamètre (cette finesse des colonnes comparées à des « jambes de girafe » a valu à celle église d'être qualifiée d'architecture d'allumettes), soutiennent de légères voûtes surbaissées (constituées de minces voiles de béton de 3 cm d’épaisseur, Perret comparait leur finesse à une « coquille d’œuf »), renforcées par des nervures qui évitent le recours à tout système de contrefort, au demeurant incommode en raison de la présence d'un mitoyen ; les deux rangées périphériques sont détachées de la paroi afin d'accentuer l'impression de monumentalité. Le berceau longitudinal de la nef centrale (éclairée par des lustres polygonaux suspendus à la voûte) est contrebuté par les berceaux transversaux des collatéraux, chacun de ces éléments étant issu du même moule de coffrage que l'agence Perret avait déjà utilisé, peut-être à Montataire pour les ateliers Marinoni. Le chœur surélevé et clôturé est encadré par deux escaliers qui mènent aux autels secondaires, de part et d'autre de la chapelle de la Vierge, tous trois placés face au mur du fond, incurvé en son centre. Pour rentabiliser l'espace, Perret crée sous le maître-autel (autel du chœur surmonté d’un ciborium à baldaquin) un niveau en rez-de-jardin abritant calorifère, sacristie, bureaux, magasin pour le matériel eucharistique, toilettes et salle de catéchisme.

Le clocher.

Le clocher (haut de quarante-trois mètres, il est inspiré des tours-lanternes médiévales) est au-dessus du porche sur la largeur de la nef. La façade occidentale, qualifiée ironiquement de « masque austère », par Le Corbusier, est chargée et peu lisible, rompant avec l'économie constructive de Perret. L'architecte a voulu dissimuler la difficulté du raccord entre le plan basilical et la puissante tour, par deux volumes saillants atteignant la hauteur du vaisseau puis deux belvédères. Ces volumes forment au revers de la façade des cavités que Perret comble par un orgue central et de part et d'autre, deux chapelles couvertes d'un belvédère octogonal : une chapelle baptismale avec son baptistère en béton et une chapelle des morts. Dans cette dernière, l'octogone du belvédère est gravé sur le sol dont le dallage figure la croix de guerre aux deux épées croisées et porte l'inscription latine sanguine eorum sunt osculatae pax et justicia (« dans leur sang, la justice et la paix se sont embrassées ») en mémoire des soldats tombés à la bataille de la Marne.
Pour Peter Collins, « le résultat donne assurément le bâtiment le plus révolutionnaire construit dans le premier tiers du XXe siècle ».

« L'architecture est l'art de faire chanter le point d'appui »

— Auguste Perret, conférence donnée le 31 mai 1933 à l’Institut d’art et d’archéologie de l’Université de Paris
L'église est empreinte de la doctrine rationaliste : la forme découle de la structure. Elle est composée d'un assemblage d'éléments indépendants ayant chacun un rôle structurel. Les éléments porteurs, 32 fines colonnes isolées dont les tronçons sont réalisés dans les mêmes coffrages, ce type d'économie étant également appliqué pour l’ensemble des voûtes.
Auguste Perret s'est attaché à utiliser un minimum d'éléments (un seul type de colonne utilisé quatre fois pour former les piliers du clocher, 5 séries types de claustras préfabriqués utilisés pour les verrières, les garde-corps, la grille du chœur, la table de communion, la perforation des voûtes, etc.) pour maîtriser les coûts de construction (en standardisant les moules et en permettant une mise en œuvre rapide à la main) et l'harmonie de l'ensemble.

Éléments architecturaux
La nef et les deux collatéraux.
La voûte de la nef.
Une colonne.
La voûte d'un collatéral.

### Les vitraux
Les vitraux sont un élément indispensable de l'église Notre-Dame du Raincy. Une montée chromatique permet de passer d'un bleu froid et vert tendre à l'entrée au bleu marial soutenu de rouge du sanctuaire. Les façades nord et sud, traitées en tons chauds, présentent des variations de jaunes, roses et ocres, avec des touches de vert et de bleu.
Les claustra de la grande verrière du Raincy s'accommodait difficilement de vitraux historiés, si bien que le maître d'ouvrage a confié le programme iconographique des dix grandes verrières à la maître-verrier Marguerite Huré, qui a réalisé pour un budget limité en un peu plus d'un an (1922-1923) l'ensemble des motifs géométriques, cette artiste ayant introduit l'art abstrait dans le vitrail religieux. Les vitraux sont peints au vernis à froid sur verre blanc, mais ce procédé excluant la cuisson ne pouvant être que provisoire, il sera repris quelques années plus tard en façade nord par une mise au plomb, sur la façade sud un parti de dessin à la grisaille couchée sur verre antique de couleur sera adopté. Pour faire ressortir chaque élément vitré et l'isoler de son cadre, Marguerite Huré crée un filet de perles blanches périphérique qui filtre la lumière et qui contribue à l'unité d'ensemble. La tradition fortement ancrée des vitraux historiés a incité le maître d'ouvrage à faire entourer les dessins abstraits de Marguerite Huré de baies figuratives plus grandes exécutées sur des cartons de Maurice Denis (pour les parties figurées).
Au centre de chaque verrière se trouve ainsi un vitrail illustrant la vie de Marie :
1. « L'Annonciation »
2. « La Visitation »
3. « La Nativité de Jésus »
4. « Les noces de Cana », Auguste Perret figure parmi les convives
5. « Marie rencontre Jésus portant sa croix »
6. « Marie au pied de la croix »
7. « La communion de Marie »
8. « Marie le jour de la Pentecôte »
9. « L'Assomption »
10. « Souvenir de la victoire de l'Ourcq en 1914 », ce vitrail (parfois appelé La Vierge aux Taxis) représente des taxis, des « poilus » et des généraux (Foch, Gallieni et Maunoury, dont le poste de commandement était à la mairie du Raincy), en souvenir du départ du Raincy, en septembre 1914, d'une des colonnes des taxis de la Marne.

Ces vitraux sont sur une trame carrée (10 × 10 cm) qui s'interrompt pour les éléments importants du dessin, à savoir les visages et les mains. Le choix de ce parti, inspiré par les vitraux de l'église Saint-Eustache revient à Marguerite Huré, Maurice Denis, en lui remettant les cartons, n'avait donné aucune indication quant à la coupe des verres.

Vitraux

### Le tympan
Au-dessus de la porte d'entrée, le bas-relief est une pietà d'Antoine Bourdelle qui a été mise en place et inaugurée le 19 septembre 1999.

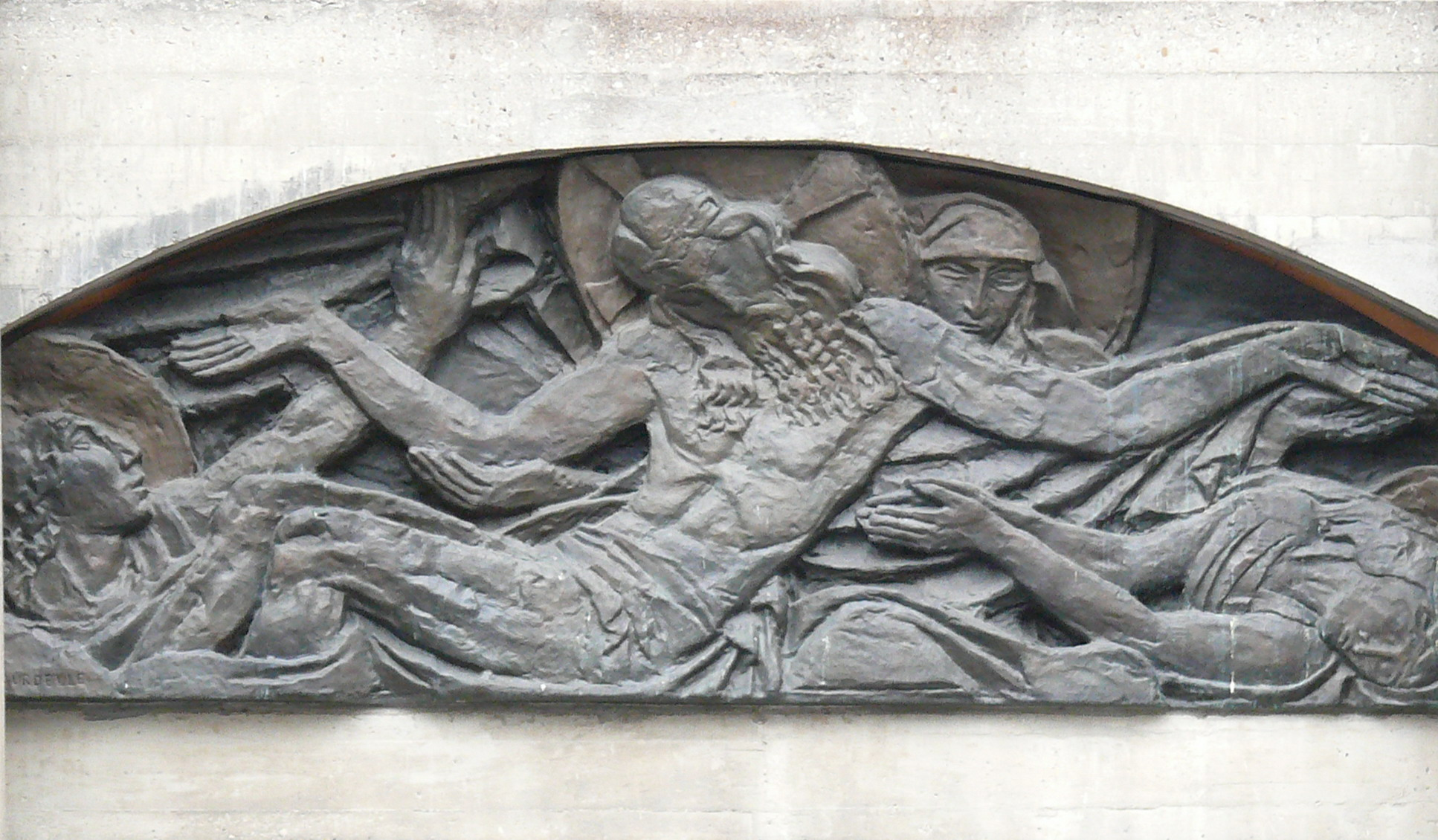
La Pietà de Bourdelle

Ce bronze avait été commandé pendant les années 1920 par le chanoine Nègre à Bourdelle, mais faute de crédits l'artiste ne réalisa - bénévolement - qu'une esquisse provisoire en camaïeu au musée Bourdelle. Il a fallu attendre soixante-dix ans pour voir le bronze coulé et installé à l'initiative de l'association RESTAURER l'église Notre-Dame du Raincy.

### L'orgue

Vue de l'orgue et de la tribune.

L'orgue actuel a été conçu par le facteur d'orgue John Abbey en 1875-1876, pour l'église Saint-Louis du Raincy. Il a été transféré à l'église Notre-Dame lors de sa construction en 1923, et restauré en 1957 par Beuchet-Debierre. Il a une certaine valeur historique puisque c'est sur lui que pour la première fois John Abbey a inauguré sa technique du frein harmonique. Malheureusement, la restauration de 1957 a supprimé toute trace de ce procédé et remanié considérablement la composition de l'instrument.
L'orgue était dans un état pitoyable aggravé par les récents travaux de restauration, un projet de création d'un nouvel instrument a été lancé. Cependant plusieurs questions se sont posées : faut-il réutiliser une partie de la tuyauterie pour le nouvel instrument ou bien ne devrait-on pas le replacer à sa tribune d'origine dans l'église Saint-Louis du Raincy pour laquelle il avait été conçu, ou encore le donner purement et simplement à une classe d'orgue ou tout autre organisme intéressé ?
La décision a finalement été prise de conserver et de restaurer l'instrument : les travaux ont été financés par une souscription lancée par l'association RESTAURER auprès des paroissiens et de tous les amis de Notre-Dame du Raincy.
L'orgue restauré a été inauguré par Pierre Pincemaille, le 17 octobre 2010.

## Réception

### Succès critique
« Elle possède un masque (façade) qui couvre la beauté de la coupe du vaisseau (en béton armé, selon les
principes industriels). »

— Le Corbusier, à propos de l’église du Raincy
La reconnaissance critique de Notre-Dame du Raincy fut immédiate. Un large éventail des revues françaises d'art, de technique ou d'opinion louèrent l'œuvre des frères Perret et son retentissement fit vite écho en Italie, en Grande-Bretagne, en Suisse, en Tchécoslovaquie, aux États-Unis, et ailleurs.
Pour l'historienne d'art Ekaterina Cheko, les plans de cette église, avec en façade occidentale sa haute tour et son clocher, ont sans aucun doute leur source d'inspiration dans les gratte-ciels de New York, et en particulier celui de Woolworth Building, construit en 1910-1913. La tour-clocher des frères Perret est beaucoup plus petite qu'un gratte-ciel, mais les reliures en béton du vitrail qui montent jusqu'au clocher créent l'illusion d'une similitude d'échelle. Par cette technique, les architectes parviennent à intégrer harmonieusement le bâtiment de l'église dans l'environnement architectural de la ville.

### Postérité
Il s'agit par ailleurs de la première église pour laquelle les frères Perret interviennent comme architectes (ils avaient participé en tant qu'entrepreneurs à la construction de la cathédrale du Sacré-Cœur d'Oran en 1908).
Les autres églises projetées et/ou construites par Perret sont des déclinaisons de l'église du Raincy reprenant les éléments comme la tour-lanterne, les claustras de béton :
- l'église Sainte-Thérèse de Montmagny (1925),
- le concours pour la basilique Sainte-Jeanne-d'Arc de la Chapelle dans le quartier de la Chapelle à Paris (1926),
- la chapelle d'Arcueil (1927),
- la chapelle de la Colombière de Chalon-sur-Saône (1928-1929),
- l'église Saint-Joseph du Havre (1951).

Plusieurs églises s'inspirent de Notre-Dame du Raincy : Sainte-Agnès de Maisons-Alfort, Saint-Jacques-le-Majeur de Montrouge, la basilique Notre-Dame de la Trinité de Blois, ou encore l'l'église Sainte-Suzanne de Schaerbeek (Belgique).
En 1937, à l'école des femmes chrétiennes de Tokyo, une chapelle similaire à l’église de Notre-Dame du Raincy, mais à l'échelle moitié, fut construite. L’architecte fut Antonín Reimann (ou Antonín Raymond).  Il dessina plusieurs bâtiments pionnier du modernisme en béton renforcé au Japon.  Christine Vendredi-Auzanneau estime que « l'édifice propose, sans souci de la masquer, une tardive mais évidente imitation de l'œuvre des frères Perret, empruntant son schéma général à l'église Notre-Dame du Raincy et ses détails à une autre réalisation des mêmes, l'église de Montmagny. » « Vraisemblablement, Reimann a eu directement connaissance du projet du Raincy,. »
En effet, l’architecte Tchèque, Bedřich Feuerstein, installé à Tokyo, a travaillé avec Reimann entre 1926 et 1931, à l'issue d'un séjour de près d'une année auprès des frères Perret.
L’œuvre de Antonín Reimann reprend la quasi-totalité de l'édifice de Notre-Dame-de-la-Consolation du Raincy.  « ...la chapelle de Tokyo interprète des questions traitées sans grand brio par Perret dont elle ne semble garder que le meilleur : le plan, le clocher, le système des claires-voies de béton. À la suite de l'abandon des morceaux de verre figurés, trop difficiles ou trop coûteux à faire réaliser sur place, l'édifice bordé de verre épais teinté dans la masse gagne en modernité. Le chœur, qui n'a pas à sacrifier sa forme pour ménager l'entrée d'une crypte, se lit avec plus de clarté. L'escalier de la tribune d'orgue a été enrichi de motifs qui appartiennent au vocabulaire même de Perret : ce sont ceux de la balustrade qui délimite le chœur du Raincy. Et c'est comme si la copie proposait une correction, une amélioration du prototype. » « Si la tour qui couronne l'axe central du bâtiment de plan symétrique reprend avec évidence la progression générale du clocher de Notre-Dame du Raincy, les éléments combinés dans les ailes latérales et leur mise en relation selon un schéma asymétrique ne lui doivent rien et sont davantage à relier aux derniers développements du purisme en Pays tchèques. »
L'église du Raincy de Perret cristallise des envies. Des références à ses claires-voies en béton se retrouvent dans l'œuvre de Tōgo Murano (église, Minami Osaka, 1928). Voir aussi, à Moreuil, la façade et le clocher en béton à claire-voie, de l'église abbatiale Saint-Waast, construite en 1929, par les architectes Duval et Gonse.